# Iván González López
Iván González López (Torremolinos, 15 de febrero de 1988) es un exfutbolista español que jugaba de centrocampista en el Recreativo de Huelva de la Segunda División B de España. 

## Trayectoria

### Categorías inferiores
Se incorpora en la temporada 2000-01 al Torremolinos C. F. de su ciudad natal, donde permanece 3 temporadas hasta que en la temporada 2003-04 el Málaga Club de Fútbol se hace con sus servicios para integrarlo a las categorías inferiores del club.
En dicha temporada se incorpora al primer filial del club malagueño, el Atlético Malagueño en el que se formará futbolísticamente durante seis temporadas, antes de incorporarse a la disciplina del primer equipo.
Entre sus hechos destacados como filial malagueño destaca que en la temporada 2008-09 disputó los play-off de ascenso a la Segunda División "B" con el primer filial, que fue campeón de Liga del Grupo 4 de División de Honor con el equipo juvenil en la temporada 2006/07 y marcó el gol blanquiazul que dio el título al mismo equipo en el decisivo partido ante el Granada 74 C. F. que acabó con empate a un gol.

### Málaga C. F.
El jugador debuta en la Primera División con el Málaga C. F. contra el Real Zaragoza en La Rosaleda donde además marcaría su primer gol como profesional y en la máxima categoría del fútbol español.
Sus buenas actuaciones en su primera temporada hacen que sea pretendido por grandes equipos de la división como el Atlético de Madrid o el Real Madrid C. F., que finalmente se hace con sus servicios y lo incorpora a su primer equipo filial, el Real Madrid Castilla Club de Fútbol.

### Castilla C. F.
Estuvo dos años en el filial.El primer año no consiguió aclimatarse al equipo,pero el segundo año fue muy destacado a pesar del descenso del Castilla a Segunda B.Tras estar seguido por U. D. Las Palmas,Racing de Santander,Xerez,Recreativo de Huelva,Arminia Bielefield,y Erzgebirge Aue,finalmente se decantó por este último.

### FC Erzgebirge Aue
En septiembre de 2013,oficializa su salida del Real Madrid Castilla y confirma su llegada al Erzgebirge Aue, 12º clasificado de la 2ª Bundesliga. Quedando libre el 1 de octubre de 2014.

### ASA Targu Mures
El 3 de febrero de 2015 llega con la carta de libertad a este club de la liga rumana donde conseguiría quedar en segunda posición para conseguir la clasificación a la Liga Europea de la UEFA.

### AD Alcorcón
En verano regresa a España, procedente del fútbol Rumano al Alcorcón.

## Carrera internacional
El 6 de agosto de 2010, Iván fue convocado por Luis Milla para la selección española sub-21, para el partido del día 11 correspondiente a la fase de clasificación de la Eurocopa Sub-21 de 2011 contra la selección finlandesa.

## Clubes
Actualizado a último partido jugado el 9 de junio de 2013
| Club                 | País     | Año         | Partidos | Goles |
| -------------------- | -------- | ----------- | -------- | ----- |
| Málaga C. F.         | España   | 2009 - 2011 | 29       | 1     |
| Castilla C. F.       | España   | 2011 - 2013 | 47       | 2     |
| FC Erzgebirge Aue    | Alemania | 2013 - 2014 | 15       | 0     |
| ASA Targu Mures      | Rumania  | 2015 - 2016 | 39       | 1     |
| AD Alcorcón          | España   | 2016 - 2017 | 8        | 0     |
| Wisła Cracovia       | Polonia  | 2017 - 2018 | 29       | 1     |
| Recreativo de Huelva | España   | 2018 -      | 0        | 0     |

## Palmarés

### Campeonatos nacionales
| Título             | Club           | País   | Año  |
| ------------------ | -------------- | ------ | ---- |
| Segunda División B | Castilla C. F. | España | 2012 |